# Divisiones políticas de Estados Unidos
La división política de Estados Unidos consiste en: 
- 50 estados (4 de ellos con el título de Commonwealth), que se dividen a su vez en condados (en municipios). Los condados se subdividen en municipalidades, o en pueblos en el caso de Nueva Inglaterra. Las áreas urbanas se organizan en ciudades conurbadas, pueblos, comunas, municipalidades e instituciones autónomas o subordinadas. Los 13 estados originales consideran que obtuvieron su independencia el 4 de julio de 1776. Los otros 37 estados fueron admitidos en la unión por un acta del congreso de Estados Unidos.
- El Distrito de Columbia, que a diferencia de los demás estados, no tiene voto de representación en el Congreso.
- Las Reservas Indias poseen un estatuto de cuasi-autonomía. Como cada reserva es parte de un estado, sus residentes pueden votar en las elecciones y deberían pagar los impuestos federales como cualquier otro ciudadano, no obstante las reservas están exentas de las leyes estatales y locales. Esta ambigüedad en los estatutos ha creado ciertas oportunidades (por ejemplo, evadir la prohibición al juego en algunos estados) y problemas (por ejemplo, empresas que dudan instalarse en lugares donde no están seguros del marco legal).
- Territorios de Estados Unidos, incorporados (parte de La Unión), no incorporados (conocidos como posesiones, territorios de ultramar o commonwealths) y no organizados (sin autogobierno). Treinta y uno de los 50 estados fueron territorios incorporados antes de convertirse en estados. Desde 1959, Estados Unidos tiene un solo territorio incorporado (atolón Palmyra), pero mantiene el control sobre muchos territorios no incorporados, organizados y no organizados.
- La unión federal, que constituye Estados Unidos a modo de una colectividad de muchos estados, tiene jurisdicción sobre las instalaciones militares y las embajadas y consulados en el exterior; y el Distrito de Columbia.
- Las cuasi-divisiones políticas, Reservas Naturales y Distritos Escolares, subordinadas a las autoridades públicas.
- Los organismos reconocidos, que realizan funciones gubernamentales, y deben cumplir con las mismas obligaciones que los gobiernos locales.

En total, Estados Unidos tienen alrededor de 85 000 entidades políticas, que constituyen un subconjunto del territorio de Estados Unidos.